# 岸邊露伴一動也不動
《岸邊露伴一動也不動》為荒木飛呂彥所著的日本漫畫《JoJo的奇妙冒險》的第四部《不滅鑽石》中的角色岸邊露伴為主角的短篇漫畫集。

## 概要
本作是以《JoJo的奇妙冒險》的第四部《不滅鑽石》中的角色岸邊露伴為中心點的衍生作品。標題中的「一動也不動」其實是表明這系列的短篇中「岸邊露伴並非本作的主角，而只是一名導航者」的意思。
故事內容為「露伴在取材時遇見的事」、「露伴個人的體驗」、「露伴在取材期間遭到的恐怖事件」，露伴有參與的事件多會以露伴和替身的作用有所轉機，有時也有以該章節的主角敘述自己的事情給露伴見聞的時候。
由於是以露伴作為故事的中心點，所以開始時設定上會依照第四部《不滅鑽石》結束後的時間點和露伴在第四部的個人資料為基準，而在故事內容設定上與第四部相異時，作者荒木飛呂彥曾在「JOJOVELLER」中表示這時候的世界觀就是「一個介於『JoJolion』和『岸邊露伴一動也不動』的相近世界。」

## 各篇章系列

### Episode 16: 懺悔室
一次事件迫使露伴整個夏天必須暫停他的系列作品《紅黑少年》，他決定以此契機去義大利度假。回國後講述了在義大利聽到的一個可怕的故事。在威尼斯，露伴進入了一間教堂取材，此時一名男子進入教堂，把誤闖進懺悔室隔間的露伴錯當成神父，向露伴坦承自己的罪行，露伴為此很感興趣並聽取了他的懺悔。這名男子描述自己年輕時是一名普通工人。有一天一個飢餓的亞洲乞丐來找他乞討食物。男人強迫乞丐背上大袋玉米代替他工作，最後導致乞丐死亡。憤怒的乞丐鬼魂發誓要向男子報仇，並聲稱會在男子一生中最快樂的一天回來...。

### Episode 02: 六壁坂
露伴在閱讀尼古拉·德·斯塔埃爾的畫作時遇到了他的編輯貝森稔。原來露伴因為購買了整座山用於研究卻無法轉售而破產，只剩下自己的畫作，露伴向編輯索要即將出版的單行本預付款。並解釋他購買整座山是為了調查一個妖怪傳說，於是便興致勃勃地講述了他的研究成果，他看到了一隻貨真價實的妖怪——六壁坂妖。故事的主人公大鄉楠寶子住在位於深山的宅邸中，是富裕家庭的千金，某天楠寶子與宅邸園丁，同時也是男友的釜房郡平在宅邸發生爭執，由於她預計將與另一個富裕家庭的男子結婚，因此想和郡平提出分手結束這段感情，在爭執中楠寶子不小心將郡平推向擺放在牆角邊的一個高爾夫球桿袋，導致郡平被一根球桿刺穿了後腦當場死亡。更不巧的是，楠寶子的父親和未婚夫修一此刻剛好來造訪宅邸。驚慌失措的楠寶子拖延兩人進入宅邸內的時間，並試圖止住郡平的血，但他頭部傷口卻神秘地不斷湧出鮮血，楠寶子決定把郡平放在衣櫥頂部，並喝下所流出的血。大學畢業後楠寶子與修一結婚生子。但她仍繼續藏匿郡平的屍體並收集不斷湧出的鮮血。最終她竟對屍體產生出了一種奇特的愛戀之情。

### 岸邊露伴的古馳之旅
祖母過世後不久，露伴帶著祖母的紀念包前往義大利佛羅倫斯。這個紀念包擁有類似替身的能力，一旦包蓋合上，任何放入紀念包中的值錢物品都會消失。為此，露伴聘請了一名女性擔任翻譯嚮導，兩人來到佛羅倫斯附近的古馳工廠希望能找到原因。在與皮革工匠交談後，露伴將自己的筆和一顆糖果與一張50歐元、一張10歐元的鈔票分別放進裡面來展示這個紀念包的功能。看到兩張鈔票都消失了，工匠解釋露伴的紀念包是某位天才工匠製作的三個特殊包包之一。認為露伴不了解這個紀念包的“真正用途”，但露伴還是要求工匠修好它，以便正常使用。紀念包修好後露伴和翻譯嚮導員前往酒莊參觀。不料翻譯嚮導卻把露伴灌醉，偷走了他除紀念包外的所有貴重物品逃之夭夭，被扔下的露伴獨自在雨中徘徊，隨後在地上發現了一把全新的古馳雨傘，利用包包裡的筆跟路邊石頭點燃一旁的牛糞照明後很快就被一輛路過的車發現將他載到一家飯店，但由於露伴身無分文，連飯店裡僅60歐元的最小房間都住不起，正當露伴準備離開時，一個剛好準備退房的客人注意到了他剛找到的古馳雨傘，並願意出價60歐元換取。這個價格讓露伴想起了他放進包包裡的兩張鈔票，他終於明白了包包的“真正用途”原來是能在陷入危機時以等價交換的幸運幫助持有者。露伴最後付了60歐元住進飯店，然而，準備舔著糖果過夜的他後悔自己在「修好」包包之前沒能照著原本的想法放入100歐元的鈔票，因為只需再追加50歐元的費用就能在飯店的餐廳裡享用一份豐盛的晚餐，

### Episode 05: 富豪村
露伴和集英社雜誌編輯泉京香在杜王町的咖啡館見面。京香編輯要求露伴必須在夏末完成的短篇任務。並建議他在山上買一棟別墅的事。她向露伴展示了一張衛星照片，照片中是一個位於山中的偏僻村莊但卻極其奢華。這位京香編輯對村裡的業主進行了調查，聲稱誰買了村裡的房產就會變得非常富有。她希望露伴在她買別墅時和她一起去。但同時也提醒露伴那個村裡的人對禮儀方面很嚴謹，不會把房子賣給他們認為不遵守禮儀的人。

### Episode 06: 密魚海岸
露伴在托尼歐·托拉薩迪的餐廳吃了一份鮑魚燴飯來緩解眼睛疲勞。露伴稱讚托尼歐廚藝精湛的同時，也在餐廳的一角瞥見了一位坐在輪椅上的女子。詢問後得知該女子是托尼歐的女友珍維娜，因為得了腦瘤，連托尼歐的替身珍珠果醬的能力都無力回天，托尼歐想要一些圓盤鮑魚來做成料理，然而這種鮑魚十分珍貴，只能在杜王町的冰磧岩附近發現，不但是章魚的食物，還是生產和銷售受到嚴格控制的高級食材。托尼奧做了研究，並解釋說那裏自古以來就存在著一條精確的路徑和夜晚，據說杜王町的居民圍繞著這些鮑魚形成偷獵的傳統。每年的一個月圓之夜，圓盤鮑魚會因重力而迷失方向，開始在水中自由遊動。屆時兩人將能夠捕撈到鮑魚。托尼歐並懇求露伴利用晚上和他一起冒險偷獵鮑魚。這天晚上，兩人偷偷溜進偷獵者的礁石，露伴看到成群的鮑魚在水中游動感到欣喜若狂，卻發現身旁的托尼歐身上黏著大量的鮑魚溺水了。露伴試圖用托尼歐在水面上的繩子把他拉上來，但幾隻鮑魚也開始黏在他身上將他拉進水底。同時露伴也在水中看到了好幾具白骨，頓時明白了傳說中的小路和滿月是為了懲罰毫無戒心的偷獵者而設下的陷阱。

### Episode 04: 望月家的賞月
露伴在托尼歐·托拉薩迪的餐廳用餐時，講述了住在他家附近一戶姓望月的人家關於他們家族的故事。望月家有個詛咒，家族成員世世代代都會在中秋節當天死去。家族的一家之主望月昇在得知妻子晴瑠子出現子宮頸癌早期跡象後，為以防萬一而禁止家族成員在中秋節當天離開家門一步。一家人在一起度過了一個愉快的夜晚，但似乎有什麼東西想要置他們於死地...

### Episode 07: 星期一 天氣雨
和編輯約好要商討漫畫工作的露伴到達火車站時，天空正下著大雨。露伴將碰面地點改在了S市，決定搭火車前往。此時火車站內開始有人撞到接連擦撞到露伴。但詭異的是，撞到他的都是竟然都是低頭看手機的路人。露伴對那些漫不經心的路人感到憤怒，但同時也漸漸覺得惶恐不安，認為自己似乎受到了一股神秘而又熟悉的現象威脅。於是，當他在月台上等火車時，和一位身形肥胖的上班族男子差點撞上，當他正準備怒斥男子時，又被另一個推著嬰兒車的母親撞到了鐵軌上。所幸露伴在肥胖男子的幫助下安然無恙。那名男子表示自己和露伴一樣被一個又一個拿著手機的人撞到。並對試圖救援他的車站工作人員保持警惕。下一班火車即將抵達，露伴使用天堂之門確認來者是車站工作人員，然後試圖和肥胖男子爬上月台，但這一次，月台上的人卻一個接一個地被推到了鐵軌上…。

### Episode 08: D.N.A
岸邊露伴、山岸由花子與一名女子一起坐在咖啡館裡。女子名叫片平真依，是由花子的朋友，真依向兩人介紹了自己的女兒片平真央。由於真伊的丈夫片平央在他們新婚不久就因車禍過世，真依去精子銀行得到一名男性的精子懷上了真央。但真依逐漸發現女兒怪異的行為和身體特徵。真央永遠只會反向著說話，走路不發出聲音，凡走過的地方都會留下奇怪的水漬。此外她的臀部還有著類似尾巴的物體。一旦被觸碰，身體會本能地偽裝融入周圍的環境。在山岸由花子的幫助下，真依向露伴諮詢女兒的狀況。露伴對真央使用天堂之門但並未發現什麼問題。認為沒有什麼可以治癒的方法並離開了，此時由花子向真依透露，她剛剛偷瞄到可能關於真央生父的訊息，當初讓真依受孕懷上真央的精子捐贈者目前住在山形市，且額頭上還有一道疤痕。帶著這些線索，真依來到火車站，並與一位額頭上有著疤痕，且走路會在地面留下水漬的高大男子尾花澤相遇。

### Episode 09: The Run
故事開頭，露伴的右手打著石膏。他提到這個傷勢是自己在最近一次事件中的愚蠢行為，他感到相當懊悔。一切起源於一位名叫橋本陽馬的年輕男子，他東京原宿遊玩時被一家模特兒經紀公司的星探所發掘。隨著名聲的逐漸顯露，陽馬開始在健身房認真鍛煉，然而對健身的痴迷卻讓他到了走火入魔的程度，甚至以“干擾訓練”為由殺死了包括自己女友在內的人。由於先前輸給了同樣在鍛鍊的露伴，激起了陽馬恐怖的勝負欲，他要求要再和露伴來一場以每小時25公里速度的跑步機上嘗試搶佔遙控器的比賽。且為講求公平性，陽馬抓起一個啞鈴砸碎身後的窗戶。失敗者必然會被跑步機絆倒，最後墜下高樓死亡。同時露伴也注意到陽馬的腿部的背部長出了疑似翅膀狀的肌肉。

### Episode 10: 炎炎夏日的瑪莎
2021年7月7日，杜王町正值夏季。集英社編輯泉京香打電話過來，她擔心露伴的漫畫角色《炎炎夏日的瑪莎》設計的三個圓圈可能會引發版權問題，希望露伴能夠重新修改。因新冠疫情無法出門取材，加上最近受到一名自稱露伴粉絲的年輕女子瘋狂騷擾，露伴為此感到十分煩悶，於是帶著愛犬巴京出門遛遛。當他和巴京來到六壁神社時注意到神社裡一顆古老的日本紫杉。並發現樹根上蓋著一些石頭。他把石頭移開露出了一個通往樹幹內部的入口。裡面有一個小神龕，神龕前擺放著一面鏡子和一個花盆。露伴很高興在疫情的孤獨之後終於發現了一些有趣的東西，對神社的好奇心讓他重新燃起了工作的動力，然而回到家後露伴卻發現了家裡發生了一連串的怪事，《炎炎夏日的瑪莎》的手稿不僅已經完成，人物設計也被進行了修改，家裡的狗明明只是幼犬卻已經長牙齒，而先前那位騷擾他的女粉絲現在正一絲不掛地躺在他的床上。在查看日曆和監控錄像後，露伴驚訝的發現時間竟然在他不知道的情況下被跳過3個月，而且這段空白的日子裡似乎有人取代了他在過生活...。

### Episode 11: 滴畫法
編輯泉京香來到露伴家，此時露伴正在辦公室裡用滴畫法創作《紅黑少年》。京香遞給露伴一杯牛奶咖啡，然後開玩笑地假裝灑在他的手稿上。然而，她發現到露伴正在哭時為此感到困惑，認為露伴正在創作的故事結局明明很美好。露伴並開始講述了之前受邀前往一位有著特定背景的人家中採訪的途中發生的慘案。並提到這個故事中沒有一絲正面的東西。警告讀者要為這可怕的一集做好心理準備。故事中一位名叫村瀨美月的已婚女子正背著家人在飯店與別的男人偷偷幽會，因為太忘我而延誤了到幼兒園接女兒放學的時間，美月擔心丈夫會發現她的不忠，顧不得在飯店停車場不小心撞凹別人的車門，火速開車駛向幼兒園，但因為遇到交通堵塞，不得已只好把車往山道上開，路上美月遭遇了一輛白色SUV的襲擊。那輛白色SUV的主人正是露伴本人，露伴試圖警告美月有一個惡匪此刻正藏在她的車裡，準備利用她來實施恐怖陰謀。

### Episode 12: 義大利普切塔
正在夏威夷與京香編輯視訊通話的露伴被一個慢悠悠地走在他的車前，渾身濕透的詭異少女所吸引，露伴警告少女附近有懸崖，而且再往前就是自己居住的別墅了，並詢問少女她的父母在哪裡，但女孩並不理會露伴。露伴決定回別墅做一份番茄酪梨義式普切塔，吃完再處理漫畫手稿。此時他開始在別墅不斷聽到一些重複的聲音。當他努力尋找原因並尋求補救措施時，這些聲音卻開始越來越密集。隨後露伴在自家後院發現了之前遇到的少女。並注意到她的耳朵裡有奇怪的分泌物。當露伴伸手去拿自己手機準備報警時，別墅響起了敲擊手機玻璃的迴聲，此時他才終於意識到先前在別墅聽到的那些聲音其實都是來自自己的身體...

## 登場人物

### 主人公
岸邊露伴（Kishibe Rohan，配音：櫻井孝宏，演員：高橋一生、長尾謙杜（青年））
短篇「岸邊露伴一動不動」系列主角，也是《不滅鑽石》的主要角色。住在杜王町的人氣漫畫家，在創作作品時不容許一絲妥協。他的替身能力「天堂之門」可以將人變成一本書，讓他讀取別人的人生經驗或是想法，也可以利用寫入敘述改變對方的行為。
是作者荒木飛呂彥的投射人物，荒木曾公開稱他是「漫畫家的理想型態」，並表示如果自己有替身能力，那就是天堂之門。
作者荒木飛呂彥也將岸邊露伴作為羅浮宮邀約合作的新系列主角，詳請參見岸邊露伴在羅浮。

### 漫畫第一卷登場人物

#### Episode 16: 懺悔室
懺悔者（配音：高橋廣樹）
《懺悔室》篇登場角色，露伴遠遊威尼斯期間於教堂偶遇的告解男子。年輕時本為玉米市場雜工。某日當一名飢餓了長達5天的東洋流浪漢上門討要食物時，男子感到相當憤怒，認為流浪漢沒工作卻想不勞而獲。因此逼迫他像自己一樣工作來換取食物，最後卻導致流浪漢被玉米袋壓死，流浪漢化身為亡靈詛咒男子「會在他人生中覺得最幸福的時刻來報仇」。自此以後男子的身邊開始不斷的發生好事。先是從過世的親戚那裡意外得到了一筆龐大的遺產，並萌生了將玉米加工成玉米片和爆米花的想法。成為了一個富翁，他擁有一棟豪宅，還有好幾個僕人。甚至迎娶了一位名模，然而，這些過於順利的人生讓男子一直活在亡靈復仇的恐懼之中。直到他有了女兒，有一天，男子看到僕人陪女兒玩耍，心中萌生了一絲幸福的念頭，這時，流浪漢的靈魂附身在女兒身上，透露自己在背後操縱男子的興盛，以便履行當初的承諾，在男子最幸福的時刻取他的性命。之後男子因為亡魂報復攻擊導致身首分離。但事實上，他早就和聘僱的男僕交換身分並暗地讓整容醫師將其整容成自己的模樣，因此逃過一劫。
流浪漢怨靈（配音：樫井笙人）
《懺悔室》篇登場角色，糾纏懺悔室告解男子的怨靈。多年前流浪至玉米市場乞食的時候，被當時任職市場雜工的男子要求勞務換食，結果因為過度飢餓造成的體力衰竭和勞動期間遭掉落的貨物重壓至死。臨終之際向男子留下「其抵達幸福最高峰時，將會依約帶走他」的詛咒，成為怨靈後暗地促成男子事業和婚姻，附身於男子的女兒身上伺機向對方報復。
僕人
《懺悔室》篇登場角色。男子的忠實僕人。由於願意為男子做任何事，因此兩人接受了整容手術換了臉。在得知男子是為了欺騙纏繞在身上的復仇之魂而讓自己當替死鬼後心有不甘。最終也化為怨靈發誓要像男子復仇。

#### Episode 02: 六壁坂
貝森稔（Kaigamori Minoru，配音：茂木孝允）
《六壁坂》篇登場角色，岸邊露伴的責任編輯，已婚人士。在《六壁坂》篇因為露伴提出預支稿費的請求，獲知露伴為取材和阻止工程開發破壞取材的山林地耗盡泰半財產感到吃驚。
小林玉美（Kobayashi Tamami，配音:鶴岡聰）
主系列《不滅鑽石》的登場角色。替身能力是「心鎖」。在劇中和音石明一起登場，聲稱是露伴作品的粉絲，向露伴索取簽名，露伴的編輯貝森稔斥責了兩人。但他們還是收到了露伴用咖啡潑墨畫的簽名。
音石明（Otoishi Akira，配音:森久保祥太郎）
主系列《不滅鑽石》的登場角色。替身能力是「辛紅辣椒」。在劇中和小林玉美一起登場，聲稱是露伴作品的粉絲，向露伴索取簽名，露伴的編輯貝森稔斥責了兩人。但他們還是收到了露伴用咖啡潑墨畫的簽名。
大鄉楠寶子（Osato Naoko，配音：種崎敦美，演員：內田理央）
《六壁坂》篇的故事主角，為製作味噌發跡的名家族千金。她一生都受父母的溺愛和過度保護，父母不允許她獨立生活，甚至總是讓司機開車送她上學。就讀大學期間楠寶子和家中的兼職園丁釜房郡平暗中交往。然而大學畢業後，因為與一個名叫修一的男人訂婚。隨著與修一婚期的臨近，楠寶子知道父親不會同意她與郡平交往，於是試圖與郡平分手，然而在爭執的過程中郡平被楠寶子推向高爾夫球桿身亡。緊接著大量著鮮血開始不斷從他頭部的傷口滲出。而此時和楠寶子的父親和未婚夫修一來到家門口，由於楠寶子無法控制郡平身體裡不斷流出的血液。別無選擇下只能將他的屍體藏在冰箱頂部，假裝自己在修一進屋時正在打掃廚房。實際上是讓血從冰箱頂部漏到她的嘴裡。從那時起，她就把屍體藏在客房裡，每天早上偷偷地將他的血倒入玻璃瓶中處理掉。隔年春天楠寶子嫁給了修一，並繼續每天偷偷照顧郡平屍體的日常工作。她仍然愛著郡平，且不知何故從他的屍體中懷上了孩子，生下了一對兒女。露伴之所以買下整座六壁山，是因某次在那裏進行研究時偶然間遇到楠寶子。並用替身「天堂之門」將楠寶子變成書得知了郡平被妖怪附身一事，開始對郡平產生濃厚的興趣。
釜房郡平（Kamafusa Gunpei，配音：間島淳司，演員：渡邊大知）
《六壁坂》篇登場角色，和楠寶子相戀的兼職園丁。被楠寶子要求分手時與對方發生爭執，結果頭部撞及高爾夫球竿重傷死亡。死後被楠寶子藏起遺體，但仍每天會流出300毫升的鮮血。被露伴稱為「六壁坂的妖怪」。
高窓修一（Takamado Shuichi，配音：益山武明，演員：中島步）
《六壁坂》篇登場角色，楠寶子的未婚夫。和楠寶子結婚後，對於女兒非己出一事毫不知情。
大鄉桐子（Osato Kiriko，配音：高田憂希，演員：白鳥玉季）
《六壁坂》篇登場角色，楠寶子的女兒。在遇見露伴後，故意在露伴面前跌倒撞擊石子死亡，試圖附身時被後者用能力強行阻止，喪失遇見露伴的記憶。
大鄉櫂（Osato Kai，演員：吉田奏佑）
《六壁坂》篇登場角色，楠寶子的兒子。在故事的最後僅短暫登場一幕，穿著印有「SBR」字樣的T恤，並表示自己未來的夢想是成為一名園丁。並未出現在OVA中。

#### Episode 05: 富豪村
泉京香（Izumi Kyoka，配音：中原麻衣，演員：飯豐萬理江）
《富豪村》篇登場角色，25歲的漫畫雜誌編輯，有名論及婚嫁的男友。因為耳聞「25歲在富豪村置產可躍升有錢人」的傳聞，為了使自己發跡決定在富豪村購地置產，同時建議露伴前往該處取材。但在偕同露伴造訪該處的過程中，因為三度違背禮儀而被一究判定失去購買土地的資格，遭受懲戒失去母親和男友，自己也險些喪命，最終由於露伴的幫助保住性命和取回重要的事物。
於真人電視劇版中成為另一名主要角色。
一究（Ikkyu，配音：水橋香織，演員：柴崎楓雅）
《富豪村》篇登場角色，富豪村裡的宅邸接應者，其實是代為傳達山神意思的代言人。透過觀察造訪富豪村的當事者行為舉止，判定其是否對該土地抱持敬意和禮儀，若是違反規矩者將會失去重要的東西。奪去泉京香的三項重要事物，分別是泉京香的母親、未婚夫以及路上撿到的小雛鳥，露伴立即對與其使用「天堂之門」，然而一究雖然不是替身使者，卻能夠在受到天堂之門影響的情況下保持意識，並表示露伴在未經允許的情況下擅自把他變成了一本書違反了一條禮儀，作為違反禮儀的代價讓泉京香心臟病發作，露伴懇求一究原諒泉京香，認為她不過是要買房子而已為何要做到如此地步，但一究表示禮節問題不容妥協。為了拯救泉京香的生命，露伴同意接受另一項考驗，一究準備了一盤玉米和各種餐具。考驗露伴該如何吃玉米，但露伴早就看出了端倪，知道用餐具太明顯是個陷阱，正確的方法是直接用手吃。隨後露伴指出一究自己也違反了規矩站在榻榻米的邊緣，一究驚訝地發現自己被露伴利用替身能力調查出真實身分兼趁機設局，最終在被露伴設計兩度違規而成為後者把柄的情況，放過泉京香和歸還重要的事物。
主人
《富豪村》篇登場角色，富豪村別墅的賣主，未直接出現在故事中。富豪村極其重視禮儀，只有遵守禮儀的人才被認為有資格購買這片別墅區，並與之簽訂買賣合約。對於違反禮儀者，他不會聽取任何理由，也不會接受任何解釋，並透過一究迅速通知對方撤離。然而違反者可以再次嘗試，但每次重試都需付出重要的代價，失去與過去違反次數相同數量的重要事物。反之，如果是一究違反了禮儀，那麼他會歸還一究失去的事物，數量與違反次數相同。
真實身份是「山之神」。在電視劇版本中，提到富豪村所在的土地曾是供奉山之神的禁足地。據推測由於某些原因，山之神在該地建立了村莊。之後露伴認為，村莊的傳聞一旦被世人得知，蜂擁而至會給山之神帶來極大困擾，因此他放棄了對這一事件的記錄。

#### Episode 06: 密漁海岸
托尼歐‧托拉薩迪（Tonio Trussardi，配音：川島得愛，演員：Alfredo Chiarenza）
主系列《不滅鑽石》的登場角色，持有替身「珍珠果醬」。在杜王町經營義大利料理店“托拉薩迪”的義大利男性。29歲。為了拯救身患重症的女友，拜託露伴跟他一起到杜王町的海岸邊非法獵捕稀有的黑鮑魚。
维珍娜（Vergina，演員：蓮佛美沙子）
《非法捕魚海岸》篇登場角色，托尼歐·托拉薩迪的戀人。因為罹患腦瘤壓迫神經導致不良於行，托尼歐為了讓她品嘗到杜王町特有的黑鮑魚，將其接來杜王町生活，是促使托尼歐鋌而走險要求露伴協助違法捕捉黑鮑的關鍵人物。於事件尾聲逐漸恢復行走能力。
真人電視劇將她改為名叫森嶋初音的日本女性。

#### 岸邊露伴的古馳之旅
女性翻譯嚮導
露伴到義大利托斯卡尼旅遊時僱用的一位性感的女性翻譯嚮導。隨著露伴參觀古馳工廠修理紀念包。因為把大部分時間都浪費在去精品店買衣服上而遭到露伴的抱怨，可能是對露伴心生不滿。她帶著露伴參觀酒莊將其灌醉，並偷走錢包、護照和信用卡後就逃走了。

### 漫畫第二卷登場人物

#### Episode 04: 望月家的賞月
望月昇（Mochizuki Noboru）
露伴的鄰居。50歲的辦公室職員，也是望月家的現任家主。他非常重視在中秋節當天全家賞月的家族傳統。他的一些親戚包括父親和弟弟都因為某次中秋節沒有去賞月而喪命。相反，他也知道他的祖父母和祖先因為懂得全家一起賞月的重要性而非常長壽。所以他堅持傳統，以防止其他人死去。因此，他強行取消了家人在後院一起賞月以外的任何計劃。
望月晴瑠子（Mochizuki Haruko）
46歲的全職家庭主婦，昇的妻子，也是亞貴和猛的母親。，因為被醫院告知患有初期子宮頸癌。丈夫昇告訴她如果能夠遵守家族賞月的傳統，她的治療就能順利進行並且康復。
望月亞貴（Mochizuki Aki）
21歲的大學生，昇和晴瑠子的大女兒，猛的姐姐。中秋節當天正準備出門見男友時被父親攔住，並勸她不要出門。亞貴起初拒絕，但在父親的一番勸說下還是決定留在家中和家人一起烤肉。最後全家人都睡著了。只有亞貴正在和男友通電話。在男友的勸誘下亞貴決定瞞著家人偷溜出門。此時，月兔突然出現並在亞貴離開時跟蹤她。亞貴不小心把外套掉在下水道附近了。她撿了起來，卻不知道外套裡此時藏有大黃蜂。當亞貴和男友見面時，月兔讓大黃蜂爬上她的頭髮準備發動攻擊。然而，就在大黃蜂即將殺死亞貴之際，亞貴的男友突然拿出戒指向她求婚了，這讓月兔錯愕不已，因為從這一刻起亞貴將不再是望月家的一員，月兔只能被迫讓大黃蜂轉而去攻擊一名路過的摩托車騎士。
望月猛（Mochizuki Takeru）
15歲的中學生，昇和晴瑠子的兒子，亞貴的弟弟。是棒球社的成員，並計劃憑藉棒球獎學金上大學。在中秋節當天有一場重要的棒球比賽，但父親禁止他參加，以便留下來賞月。賞月一開始，他就神采奕奕的玩起了遙控直升機。結果直升機不小心砸到被金魚卡到喉嚨窒息的祖母救了她一命。
望月滿（Mochizuki Mitsu）
78歲，望月昇的母親。也是亞貴和猛的祖母。丈夫作蔵以及小兒子護過去都因為沒有遵守傳統而接連死於非命。中秋節期間，摔傷腿的滿和家人一同在後院烤肉賞月，期間孫女亞貴接到男友來電慌忙拿起手機，卻不小心撞翻了一副眼鏡，導致眼鏡碰到一根錯位的樹枝將魚缸裡的一條金魚甩進了滿的嘴裡，差點讓她窒息而死。萬幸的是由於剛好被孫子猛的遙控直升機給砸中，迫使她把金魚吐了出來。之後她把魚放回了魚缸裡。
望月家的狗
望月家飼養的一隻巴吉度獵犬。跟著主人走到後院一同賞月。
月兔
寄宿在望月家的超自然生物。每年的中秋節都會製造一連串事故殺死不遵守規矩的家族成員。這導致望月家的一些成員禁止任何家庭成員在中秋節之夜離開家門。在望月家一同在後院烤肉賞月時試圖製造意外殺害祖母望月滿未遂。隨後因為大女兒亞貴偷偷外出會見男友，月兔就跟蹤亞貴並準備命大黃蜂對其發動攻擊，但因為亞貴接受了男友的求婚，她的「身心」都不再是望月家的一員而擺脫了詛咒，月兔無法再透過詛咒影響她，藏在亞貴頭髮裡的黃蜂就飛向了一位路過的摩托車手，導致他撞上附近的加油站身亡。而月兔朝著月亮飛去，並承諾會在下一個中秋滿月時回來收割一家人的性命。

#### Episode 07: 星期一 天氣雨
肥胖男子
《星期一 天氣雨》篇登場的路人角色，是一名普通的上班族，有兩個孩子，因為患有慢性心臟病而成為洛倫蟲的目標。當露伴摔倒在鐵軌上時，他立即試圖營救露伴，在兩人不斷被路人撞倒的過程中，男子被洛倫蟲吃掉了心臟的電脈衝當場死亡。

#### Episode 08: D.N.A
片平真依（Katahira Mai，演員：瀧内公美）
《D.N.A》篇登場角色，真央的母親兼山岸由花子母親的友人。15年前丈夫意外過身後，透過精子銀行的捐精者受孕產下真央，但因為女兒異於常人的特徵，遂透過由花子向露伴求助。後由於露伴運用能力調閱真央的相關資訊時，發現捐精者的情報，以此機緣和真央的生父尾花澤重逢，最終和尾花澤結婚。
山岸由花子（Yamagishi Yukako，配音：能登麻美子）
主系列《不滅鑽石》的登場角色。擁有操縱自己頭髮的替身能力「紫色戀人」。在劇中為了解決母親的朋友片平真依的煩惱，向露伴介紹關於與真依的女兒真央與普通孩子不同各種特徵，並希望露伴能夠利用天堂之門讓真央成為普通的孩子。雖然被露伴以沒有任何問題為由拒絕，但因為偷看到了被天堂之門變成書的真央的資訊，把真央生父的線索告訴了真依。
真人電視劇中由花子沒有登場，戲份被泉京香給取代。
片平真央（Katahira Mao，演員：北平妃璃愛）
《D.N.A》篇登場角色，真依的女兒，友彌的幼稚園同學。故事發生的3年前，剛喪夫沒多久的真依因尾花澤透過匿名捐贈的精子而懷孕生下了真央，真央天生卻有著突出的「尾巴」，以及被觸碰「尾巴」就會讓肌膚變成和週圍相仿的保護色、以及凡踩過地方必留液體的特殊體質。和生父尾花澤重逢後，隨同母親和尾花澤及友彌生活。
片平央（Katahira Mao，演員：奥野瑛太）
片平真依已故的丈夫。通過了司法考試成為了一名律師。但卻在一場車禍中喪生。他習慣用小指搔頭和舔嘴唇，也習慣用小指打開汽水罐。
尾花澤（Obanazawa）
《D.N.A》篇登場角色，友彌的父親。目前雖然和妻子離婚但擁有兒子友彌的部分監護權。最近通過了司法考試，目前在山形市的一家律師事務所擔任新晉律師。高中時期在一次健行中墜崖重傷，一度瀕臨死亡但最後還是幸運的活了下來，此後他便不再做任何危險的事。例如出門從不開車而是叫計程車。在故事發生的三年前，曾向精子銀行捐贈自己的精子。沒多久片平真依就用他的精子進行了人工授精生下了女兒真央。他與真央已故的丈夫片平央有著驚人的相似之處。例如都有用小指搔眉毛、舔嘴唇和用小指開汽水罐的習慣。後來因為真央的緣故意外和真依見面，最終和真依結婚。
在真人電視劇中戲分被原創角色平井太郎取代，精子捐贈的設定也改為接受在事故中去世的片平央的器官捐贈。
友彌
《D.N.A》篇登場角色，尾花澤的兒子，真央的幼稚園同學兼異母兄弟。

#### Episode 09: THE RUN
橋本陽馬（Hashimoto Yoma，配音：內山昂輝，演員：笠松江）
《THE RUN》篇登場角色，由於臉型很小很有魅力，在澀谷旅遊時被一位星探挖掘成為男模特，並在電影中出演了一個小角色。在經紀人的建議下開始鍛鍊身體後，肌肉迅速變得非常發達。為了進一步發展事業，他痴迷於健身並開始在健身房鍛煉，原本對改善體型的自信和執著逐漸演變成了病態的自我迷戀。並在那裡結識了岸邊露伴，兩人成為了健身界的對手。為了鍛鍊肌肉，他漸漸開始杜絕和女友的一切社交活動，為遵循嚴格的訓練計劃避免攝取碳水化合物和脂肪，強迫女友修改菜單，只吃含蛋白質的食物。最終由於偷刷了女友的信用卡27萬日元支付昂貴的健身費用，導致女友在忍無可忍的情況下和他分手。某天在杜王町大酒店健身房，陽馬再次遇到露伴，起初陽馬一直試圖無視露伴，直到露伴拿他的職業生涯開玩笑。他並向露伴強制發起極限跑步機上搶遙控器的競跑賽，他展現出自己超強的體魄讓露伴瞬間失去了信心。之後為了確保比賽“公平性”，又朝身後的窗戶丟了一個啞鈴砸破玻璃，輸的人會被跑步機拋出大樓死亡。當他們兩人接近每小時25公里的速度時，驚慌失措的露伴試圖搶先一步奪取遙控器，但隨即被陽馬折斷了三根手指。期間他的肩膀和腳踝肌肉形成了類似赫爾墨斯神翅膀的形狀。被露伴使用替身能力讀取發現其殺害妨礙鍛鍊的對象（包含自己的女友）的事實後，最終被後者下令按下停止跑步機的開關，導致在重心不穩的狀態從跑步機跌落健身房的窗外。
早村美嘉（Hayamura Mika，配音：赤崎千夏，演員：真凛）
《THE RUN》篇登場角色，陽馬的女友，原本與陽馬相當恩愛，但在陽馬健身走火入魔後，被陽馬認定為妨礙鍛鍊的對象而慘遭殺害。

#### Episode 10: 炎炎夏日的瑪莎
巴京（Bakin）
《炎炎夏日的瑪莎》篇登場角色，露伴飼養的雄性拉布拉多犬。 2021年7月7日時還是幼犬，露伴被藪箱法師兩次代替後的2022年1月7日時已經是大狗，在與藪箱法師生活的半年期間遭到虐待導致性格兇暴，對露伴則表現出異常害怕的態度。歷史被糾正後變成了溫厚的性格。
Eve（Eve，演員：古川琴音）
《炎炎夏日的瑪莎》篇登場的反派角色，自稱露伴粉絲的19歲女孩。對露伴的愛慕到了近乎病態的地步，2021年7月7日她闖入露伴的花園被露伴驅趕。在那之後的幾天裏，露伴由於觸碰到埋藏神樹下的鏡子，被藪箱法師作為二重身所取代。Eve並與這個藪箱法師所變成的假露伴交往。10月6日，假露伴邀請Eve回家一同發生關係。2022年1月7日，已經懷有身孕的Eve認為時常出入露伴家的責任編輯泉京香與露伴有曖昧關係，下藥謀殺泉京香。並同樣對發現泉京香後想打電話叫救護車的露伴下藥控制其行動，意圖讓露伴和自己成為殺人共犯，永遠在一起度過餘生。露伴通過在自己身上使用天堂之門來欺騙Eve，在她身上寫下移動藪箱法師鏡子的命令，藪箱法師因此取代了Eve從樹上逃脫。
宮司父子（演員：酒向芳(父親)/山本圭祐(兒子)）
在六壁神社工作的宮司父子檔。他們告訴露伴關於藪箱法師的故事，以及如何通過阻止藪箱法師的行為來使事情恢復正常。他們的祖先在神社工作了幾個世紀。50年前，大祭司提到想砍倒紫杉樹但被他阻止。

#### Episode 11: 滴畫法
村瀨美月（Murase Mitsuki）
《滴畫法》篇登場角色。37歲。是一名的已婚女性。家庭成員有丈夫以及5歲的女兒惠菜，某天在家人不知情的情况下偷偷與一名男性在飯店幽會，在發現快要到從幼兒園接女兒放學的時間後開車離開飯店。在返回S町的路上因交通堵塞所以將車開往山道，當她在車上與丈夫通電話時遇到了想阻止自己繼續開車的露伴，但隨即遭到後座的生態恐怖分子偷襲死亡。
生態恐怖分子
《滴畫法》篇登場的主要反派角色。是一名過度倡導生態環保的精神病患者，大約在2009年至2010年，他是致力於減少二氧化碳排放的環保組織成員。擔心二氧化碳排放對地球的命運造成的影響。認為每個人都應該為二氧化碳排放承擔同等責任。然而，環保組織領導者卻被一家投資砍伐熱帶雨林的大公司給收買了。他被安全官員逮捕了數次，並多次遭遇暗殺。導致失去了工作並與家人疏遠。生態恐怖分子希望露伴親眼見證並把自己炸毀化石燃料發電廠的宏偉計畫給畫成漫畫，這樣他的故事就可以永垂不朽。他在將露伴引誘到六壁山的同時，也毫不猶豫地殺害了剛好在附近開車的無辜民眾村瀨美月，為了引起人們的注意，生態恐怖分子製作了一套全身防護服，其背包裏裝有40公斤的銨油炸藥、氫燃料箱和液體氧化劑。這兩種機制都通過電線連接到他手掌上的按鈕上。當按鈕上的塑膠蓋被移除時，他可以通過按下按鈕來啟動炸藥。即使他被警察槍殺，氫燃料和液體氧化劑也會混合並產生水蒸氣，在高壓下水蒸氣也可以將他推到距離目標100公尺的地方然後啟動炸藥。本以為無力阻止的露伴發現地面上的一些蒼耳種子以及村瀨美月的老式汽油車，他先是召喚了天堂之門給蒼耳種子寫下「萎縮直至空心並吸收汽車排氣管排出的廢氣，然後黏在衣服上」的命令，最終生態恐怖分子因為沾在的衣服上的蒼耳種子釋放出了一氧化碳廢氣導致中毒昏迷，遭到警方逮捕。露伴認為老式汽油車和突然出現的蒼耳種子很可能是之前遇到的山神一時興起給予的恩賜。

#### Episode 12: 義大利普切塔
蘇雅（Soa）
《義大利普切塔》篇登場的角色。一個4歲的夏威夷女孩，和父母住在夏威夷島的一棟別墅裏。9天前一種據稱在附近叢林中進化的食肉飛蛾突然侵擾了她的別墅，散佈的鱗片使自己和父母變得近乎神經衰弱。為了將父母從進化飛蛾造成的聲音增强效果中拯救出來，不惜孤身一人游泳度過海灣，並爬上了大約30公尺高的陡峭懸崖向露伴求救。

### 岸邊露伴在羅浮
露伴的外祖母（演員：白石加代子）
《岸邊露伴一動不動》和《岸邊露伴在羅浮》裡登場，真人版名為「猷」，已故。原本在杜王町經營溫泉旅館，在丈夫過身後將旅館歇業當成雅房出租，但由於租屋規矩甚多導致雅房乏人問津。過身後遺留可將投入裡面的值錢財物轉化成危機時期急用金的特殊背袋給露伴。
奈奈瀨（Nanase，演員：木村文乃）
岸邊露伴的祖系親屬，三百年前的畫師山村仁左右衛門的妻子。三百年前新婚丈夫因為違法採用特殊樹種萃取出世間至黑的顏料遭處決後，將丈夫的怨念封印於以她做為模特兒的肖像畫「月下」，但因為過於絕望於不久後撒手人寰。後來露伴在羅浮宮地下倉庫遇險時，以靈魂姿態現身在他的面前道出原委，最終因為畫作被破壞而獲得解脫。
山村仁左右衛門（Yamamura Nizaemon，演員：高橋一生）
三百年前的畫師，生前在森林探索期間，無意間發現了可萃取出世間至黑之色的特殊樹種，結果在新婚期間被朝廷拘捕處決。死後其怨念附身於以妻子做為模特兒的肖像畫「月下」，延伸出會具現化接觸畫作的當事者相關血緣前人所犯罪行/死因、藉此殺害當事者的詛咒力量，該幅畫亦被羅浮宮的館主購回館內珍藏。最終由於露伴在羅浮宮地下倉庫遇險期間破壞了「月下」，得以從人性的黑暗面解脫。

### 小說第一卷登場人物

#### くしゃから(庫瑕嘎啦)
志士十五（演員：森山未來）

#### Blackstar.
エージェント・ガブリエル

スパゲッティ・マン

#### 血書籤
司書の女性

#### 檢閱方程式
近森優斗

#### 神大人
坂上誠子

### 小說第二卷登場人物

#### 幸福之箱
坂五山一京

坂五山千波

#### 夕柳台
ケンちゃん

#### Symmetry Room
坂唐沢徹

坂土山章平

#### 樂園的落穗
坂移季年野

坂移季羊

坂屋宜沼猩造

### 電視劇額外登場人物
乙雅三（Kinoto Masazo，配音：石井真，演員：市川猿之助）
主系列《不滅鑽石》的登場角色，職業由原作的建築設計師變為房仲業者，持有的替身「廉價把戲」變為類似「六壁坂的詛咒」的概念，因為露伴的好奇心慘遭詛咒攻擊。
大柳賢（Oyanagi Ken，配音：坂本千夏，演員：柊木陽太）
主系列《不滅鑽石》的登場角色，小學六年級學生，持有的替身「大人小孩雙拍檔」變為類似「辻神給予的超能力」的概念，不滿露伴作品的角色「ホットサマー・マーサ」設計而騷擾露伴。

## 用語
露伴祖母的包包
岸邊露伴的祖母生前所擁有的古馳紀念包。但它的真實身份其實是70年代某位製作古馳商品的天才匠人的替身，匠人將替身綁定在他設計的三個古馳紀念包上。即使他們自己不是替身使用者都可以使用這些紀念包。它擁有讓包主人珍藏的貴重物品消失的能力。當包主人遇到麻煩時，消失的物品會透過某種等價交換的方式回饋給他們，例如用他們擁有的物品交換。但露伴從祖母那裏接手時卻不知道這項能力源自於替身，於是飛往義大利的古馳工廠請工匠修理了紀念包。所以當在被翻譯洗劫後才意識到包的真正性質時但為時已晚。
六壁坂的妖怪（The Mutsu-kabe Hill Yokai）
一種邪惡超自然生物。會先附身於人類的身上然後碰瓷死去，讓目擊者以為自己以某種方式殺死了這個人而感到內疚。此時六壁坂就會附身於目擊者，同時讓先前的宿主永遠流血。利用人類的愛與內心的脆弱，讓人類在附身時承擔所有工作，這樣六壁坂本身就無需承擔任何勞動或責任甚至藉此繁衍後代。
富豪村（Millionaire Village）
位於杜王町西北80公里處與世隔絕的深山別墅，儘管交通不便，但村裡卻有11棟以上的豪宅、一個直升機停機場，甚至還有伊勢丹百貨。這些別墅的住戶並非出身上流社會之人，而是在25歲時購置別墅致富。這些房產的價格相當低廉，但別墅的真正主人(山神)對禮儀要求嚴格，會拒絕將房產出售給任何缺乏禮儀的人。
洛倫西尼亞(洛倫蟲）（Coire electricus lorenzinia）
《星期一 天氣雨》篇登場的一種寄生昆蟲，外型酷似竹節蟲，該物種起源於香港或上海的城市。但尚未被公眾所知，但科學界正準備向世界公佈這些生物的存在。洛倫蟲最顯著的特徵是極長的蠕蟲狀腹部。腹部沿其長度方向有多個關節，使牠們能夠附著在積體電路的表面。洛倫蟲生活在集成電路的電子設備中，也是它們產卵的地方。牠們以人類和其他動物的生物電為食。專門瞄準心臟虛弱的人，操縱他人幫助牠們追求目標。 當洛倫蟲只有一兩隻時是無害的，因為牠們只是從手機中獲取能量。然而，一旦牠們開始成群結隊時就會從電子設備中出來攻擊其他生物。洛倫蟲會從嘴裡噴出一種膠狀物質。由於大腦、心臟和肌肉都依賴電脈衝工作，牠們可以對使用手機的人施加無意識的影響，操縱手機撞擊它們認定的目標。
豹紋列岩（Hyogara Rocks）
位於彈跳海岬以北的一片鮑魚棲息的礁石。由東方家族擁有，被指定為禁漁區，其南側的整個海灣都是鮑魚漁場。受潮汐的影響，鮑魚的主食海藻種類豐富，除了章魚之外沒有其他天敵，因此許多體長約25厘米的大鮑魚都棲息於此。每年八月盂蘭盆節前後的月圓之夜，受月球引力的影響，這片區域會發生幾個小時的潮汐變化，導致生活在那裡的圓盤鮑魚失去上下意識，離開岩石，隨著潮汐漂流。古代文獻中記載了一種偷獵方法，即漁民在岩層外等候，用手捕捉鮑魚並帶回家，但實際上這卻是為懲罰偷獵者而設下的陷阱，當偷獵著貪婪的捕捉鮑魚時，漂浮在海面上的鮑魚就會粘在偷獵者們的身上，使其被鮑魚的重量拖入水下溺死。
赫爾墨斯（God Hermes）
肌肉之神。露伴看到了橋本陽馬肌肉的出現了翅膀，研判赫爾墨斯神可能附身在橋本陽馬的肌肉上。
炎夏瑪莎（Hot Summer Martha）
是岸邊露伴的漫畫作品《紅黑少年》中的主要反派角色。它的設計最初由黑色三個球體組成，只有頂部的兩個球體作為眼睛。但因為泉京香擔心它的外型與某個著名卡通形象人物太過相似會引發讀者投訴。在露伴被藪箱法師假扮的那三個月，泉京香透過簡訊和視訊會議與假露伴溝通，討論他的作品。並請一位設計師將炎夏瑪莎的設計從三個球體改為改為四個球體，她還給露伴發短信表示「炎夏瑪莎」獲得讀者的一致好評。真正的露伴無法接受自己的設計被隨意變更，試圖通過抹去藪箱法師的惡行將歷史還原來解決問題，最後雖然成功了但設計卻沒有改變。
在真人電視劇中為避免版權問題，劇組在《紅黑少年》第95卷的封面和該生物的圖像中將它的顏色從黑色改為藍色。
藪箱法師（Yabubako Hoshi）
《炎炎夏日的瑪莎》篇登場反派角色，杜王町六壁神社有一棵800歲的日本紫杉，這棵紫杉被稱為「聖樹」。樹的洞穴入口被一塊石頭堵住，當中有一個棲息在洞穴內部鏡子裏的古老生物「藪箱法師」。藪箱法師看起來就像任何人在鏡子前的倒影。如果鏡子捕捉到了一個人的倒影，藪箱法師就會變成該人的模樣並從鏡子中離開三個月。在這種形式下，被取代的受害者的身體會在樹的內部神龕中保持無意識狀態，此外藪箱法師還能釋放出他們內心最黑暗的想法和欲望。滿足這個人的任何黑暗想法。一旦藪箱法師回到鏡子裡受害者就會醒來，且不知道時間已經過去了整整3個月。 值得注意的是，藪箱法師還能保留受害者的替身能力，因為Eve發現了取代了露伴的藪箱法師能夠使用天堂之門。通過將鏡子向左旋轉360度可以覆蓋藪箱法師在樹外所做的任何動作。
進化飛蛾
《義大利普切塔》篇登場的主要反派角色。是一種近期在附近叢林中進化的食肉飛蛾，以蝸牛和行動緩慢的草食昆蟲為食。由於知曉人類是聲納放大效應的合適宿主。因此飛蛾會潜伏且聚集在人類住所的門窗附近，釋放從翅膀脫落的粉塵狀鱗片，透過讓人類吸入鱗片變成一個回聲室，多個宿主會形成類似於 Wi-Fi 中繼的重疊「訊號」網絡，飛蛾會跟隨感染者四處走動，利用他們探測蝸牛的位置並且補食。吸入鱗片的人會對所有聲音都變得過度敏感，例如指尖敲擊玻璃還是蝸牛在慢速移動，無論多麼輕微的聲音在感染者的體內都會變成巨大的回聲，讓他們出現類似耳鳴和多動等等讓人覺得噁心想吐的症狀，一旦靠近蝸牛就會加劇，甚至導致耳朵滲出不尋常的分泌物。吸入鱗片和靠近蝸牛其影響將是永久性的，但遠離蝸牛可以減輕症狀。對付飛蛾的方法是服下桉葉中萃取的主要化合物——桉葉油素。

## 出版書籍

### 漫畫
| 冊數 | 集英社         | 集英社                 | 東立出版社    | 東立出版社             | 備註                           |
| 冊數 | 發售日期       | ISBN                   | 發售日期      | ISBN                   | 備註                           |
| ---- | -------------- | ---------------------- | ------------- | ---------------------- | ------------------------------ |
| 1    | 2013年11月19日 | ISBN 978-4-08-870872-0 | 2014年9月1日  | ISBN 978-986-348-679-4 | 另外收錄《岸邊露伴的古馳之旅》 |
| 2    | 2018年7月19日  | ISBN 978-4-08-881557-2 | 2019年2月18日 | ISBN 978-957-26-1662-8 |                                |
| 3    | 2025年5月19日  | ISBN 978-4-08-884548-7 |               |                        |                                |

### 小說
| 標題               | 集英社（JUMP j BOOKS） | 集英社（JUMP j BOOKS） | 東立出版社    | 東立出版社             |
| 標題               | 發售日期               | ISBN                   | 發售日期      | ISBN                   |
| ------------------ | ---------------------- | ---------------------- | ------------- | ---------------------- |
| 岸邊露伴完全不叫喊 | 2018年6月19日          | ISBN 978-4-08-703455-4 | 2019年2月19日 | ISBN 978-957-262-617-7 |
| 岸邊露伴完全不嬉鬧 | 2018年7月19日          | ISBN 978-4-08-703457-8 | 2019年8月19日 | ISBN 978-957-263-747-0 |
| 岸邊露伴完全不屈服 | 2022年12月19日         | ISBN 978-4-08-703529-2 | 2023年4月13日 | ISBN 978-626-360-331-8 |

## OVA動畫

### 製作團隊
- 原作 - 荒木飛呂彦
- 監督・劇本 - 加藤敏幸
- 副監督 - 副島惠文
- 角色設計 - 石本峻一
- 展台設計 - 三室健太
- 道具設計 - 棚沢隆
- 美術設定 - 瀧れーき
- 色彩設計 - 佐藤裕子
- 美術監督 - 加藤恵
- 攝影監督 - 山田和弘
- 編集 - 廣瀬清志
- 音響監督 - 岩浪美和
- 音樂 - 菅野祐悟
- 音樂製作 - ONE MUSIC
- 製片 - 大森啓幸、森亮介、林俊安
- 動畫製片 - 梶田浩司
- 執行製片 - 笠岡寿高
- 動畫製作 - david production

### 主題曲
片頭曲「岸邊露伴一動也不動主題曲（岸辺露伴は動かないのテーマ）」
作曲・編曲 - 菅野祐悟
片尾曲「FINDING THE TRUTH」
作詞 - 青木花戀 / 作曲・編曲 - 菅野祐悟 / 主唱 - Coda

### 劇集列表
| 話數       | 日文標題 | 中文標題 | 劇本     | 分鏡               | 演出               | 作畫監督                                              | 總作畫監督 | 首播日期      |
| ---------- | -------- | -------- | -------- | ------------------ | ------------------ | ----------------------------------------------------- | ---------- | ------------- |
| Episode 5  |          | 富豪村   | 加藤敏幸 | 加藤敏幸、副岛惠文 | 加藤敏幸、副岛惠文 | 石本峻一                                              | -          | 2017年6月28日 |
| Episode 2  |          | 六壁坂   | 加藤敏幸 | 加藤敏幸、副岛惠文 | 加藤敏幸、副岛惠文 | 石本峻一                                              | -          | 2018年7月19日 |
| Episode 16 |          | 懺悔室   | 加藤敏幸 | 岩崎安利           | 岩崎安利           | 石本峻一、SHIN HYUNG WOO、CHA MYOUNG JUN              | 石本峻一   | 2020年3月25日 |
| Episode 9  |          | The Run  | 加藤敏幸 | 加藤敏幸           | 菅原尚             | 石山正修、横山謙次、木下由衣 SHIN HYUNG WOO、津曲大介 | 津曲大介   | 2020年3月25日 |

## 電視劇
於2020年開始以特集電視劇在NHK綜合台播出，劇本則是以JoJo的奇妙冒險動畫版的主編劇小林靖子擔當。
除了主角岸邊露伴外，首次登場於「富豪村」篇的責任編輯泉京香也成為主要角色。
劇中每集一些純配音或過場角色，會請動畫版的露伴聲優櫻井孝宏配音，2021年的第4集開始甚至加入了第6部石之海動畫版的主角空條徐倫聲優菲魯茲·藍參加配音。
| 話數  | 標題                 | 放送日期       | 原作基礎                         |
| ----- | -------------------- | -------------- | -------------------------------- |
| 第1話 | 富豪村               | 2020年12月28日 | 漫畫「富豪村」篇                 |
| 第2話 | くしゃから           | 2020年12月29日 | 小說「くしゃから」篇             |
| 第3話 | D.N.A                | 2020年12月30日 | 漫畫「D.N.A」篇                  |
| 第4話 | THE RUN              | 2021年12月27日 | 漫畫「THE RUN」篇                |
| 第5話 | 背後的正面           | 2021年12月28日 | 主系列《不滅鑽石》「廉價把戲」篇 |
| 第6話 | 六壁坂               | 2021年12月29日 | 漫畫「六壁坂」篇                 |
| 第7話 | ホットサマー・マーサ | 2022年12月26日 | 漫畫「ホットサマー・マーサ」篇   |
| 第8話 | 猜拳小子             | 2022年12月27日 | 主系列《不滅鑽石》「猜拳小子」篇 |
| 第9話 | 密漁海岸             | 2024年5月10日  | 漫畫「密漁海岸」篇               |